# Тиминская волость (Соликамский уезд)
Тиминская волость - волость в составе Соликамского уезда Пермской губернии. Волостной центр - село Тимино. В состав волости входило 64 населённых пункта. Упразднена в 1925 году, в связи с созданием Тиминского сельского совета Майкорского района. Ныне территория находится в составе Юсьвинского района Пермского края.

#### Состав волости
Тиминское общество
1. село Тимино
2. деревня Филимонова
3. деревня Запольская (Бурундукова)
4. деревня Ивачева (починок Запоинский)
5. деревня Баксанова
6. деревня Мохнатова
7. деревня Евсина
8. деревня Калина
9. деревня Питер
10. починок Патрина
11. деревня Шарунова (Михалева)
12. деревня Деревенькина
13. деревня Зиткаева
14. деревня Фадеева
15. деревня Галухина
16. деревня Клюева (Сидорова)
17. деревня Яборовшина (Яборово)
18. деревня Бажина
19. деревня Шодова (Шедово)
20. починок Ляч-Мыс (Михалёва)
21. деревня Мартынова
22. деревня Ядьва
23. деревня Денежкова
24. починок Вильыб
25. деревня Пиканова (Малая Сидакова)
26. починок Ожголь (Ожголина)
27. деревня Максимова (Большая Сидакова, Кочева)
28. деревня Большая Тукачёва
29. деревня Малая Тукачёва
30. деревня Пыстегова
31. деревня Вакина
32. деревня Чужёва
33. деревня Ерёмина (Стёр)
34. деревня Сетанова

Доеговское общество
1. деревня Тараканова
2. починок Петьковый Бор
3. починок За Доегом
4. деревня Тарабаева
5. деревня Якушёва
6. деревня Качакокова
7. деревня Худикова (Кудик-Ык)
8. деревня Доег
9. деревня Белоусова
10. деревня Онохова
11. деревня Вороновшина (Воронова)
12. деревня Ярина
13. деревня Пиканова
14. деревня Шулакова
15. деревня Симано-Гордеева
16. деревня Лучникова
17. деревня Кожевникова
18. деревня Беляева (Чегень)
19. деревня Малая Тимина
20. деревня Старая Казённая Пашня

Велвинское общество (позже передано Ошибской волости)
1. деревня Хайдукова
2. деревня Бахари
3. деревня Трошова (Трошева)
4. деревня Шумкова
5. деревня Савина
6. деревня Шарволь (Шерволь)
7. деревня Ванюкова (Ванеева)
8. деревня Шляпина
9. деревня Вотинова
10. деревня Галюкова